# Анна Медичи
А́нна Ме́дичи (итал. Anna de Medici, нем. Anna de Medici; 21 июля 1616, Флоренция, великое герцогство Тосканы — 11 сентября 1676, Вена, эрцгерцогство Австрия) — принцесса из дома Медичи, дочь Козимо II, великого герцога Тосканы; в замужестве —  эрцгерцогиня Австрийская и графиня Тироля. Меценат.

## Биография
Анна Медичи родилась 21 июля 1616 года в палаццо Питти, во Флоренции. Она была дочерью Козимо II Медичи, великого герцога Тосканского, и Марии Магдалины Австрийской, дочери эрцгерцога Карла II Австрийского и сестры императора Фердинанда II.
28 февраля 1621 года Козимо II скоропостижно скончался. Мария Магдалина Австрийская и Кристина Лотарингская, бабушка Анны Медичи, стали регентшами при её несовершеннолетнем брате, Фердинандо II. Современники говорили, что Анна и её сестра Маргарита унаследовали от матери добрый нрав и таланты.
Вышла замуж за Фердинанда Карла Австрийского, графа Тирольского.
После неудавшейся попытки выдать замуж Анну Медичи за герцога Гастона Орлеанского, она была посватана за эрцгерцога Фердинанда Карла Австрийского. В 1646 году Анна Медичи покинула Флоренцию и прибыла в Инсбрук, где 10 июня того же года она вышла замуж за своего двоюродного брата Фердинанда Карла Австрийского, старшего сына эрцгерцога Леопольда V Австрийского и Клаудии Медичи. Невесте было тридцать лет, жениху — восемнадцать. Этот брак был организован матерью жениха, которая была регентшей его владений в Передней Австрии и Тироле после смерти мужа в 1632 году. Женив сына, в течение года она передала ему обязанности правителя Тироля, а затем и Австрии. Анна Медичи и Фердинанд Карл Австрийский имели троих детей. Супружеская чета предпочла роскошь тосканского двора горам Тироля, и, следовательно, проводила больше времени во Флоренции, чем в Инсбруке.
В 1662 году Фердинанд Карл умер. Так как у них с женой не было наследников мужского пола, его младший брат эрцгерцог Сигизмунд Франц унаследовал его титулы графа Тирольского и эрцгерцога Австрийского. Но в 1665 году он тоже умер, не оставив наследника. Это означало, что графство возвращалось к прямому правлению из Вены, несмотря на усилия Анны Медичи сохранить некоторые властные полномочия для себя как для вдовствующей графини. Таким образом, она пыталась защитить права двух своих дочерей. Этот спор продолжался до 1673 года, когда её единственная дочь, Клаудия Фелиситас (Мария Магдалина умерла в 1669 году) вышла замуж за Леопольда I, императора Священной Римской империи, которому отошёл титул графа Тирольского.
Анна Медичи умерла 11 сентября 1676 года в Вене.

## Семья
В семье Фердинанда Карла Австрийского и Анны Медичи родились две дочери.
- Клавдия Фелисита Австрийская (1653—1676), вторая жена императора Леопольда I;
- Мария Магдалина Австрийская (1656—1669).

## Титулы
- Её Высочество принцесса Анна (21 июля 1616 - 10 июня 1646);
- Её Королевское Высочество герцогиня Анна Австрийская (10 июня 1646 - 11 сентября 1676).